# ديفيد سبيد
ديفيد سبيد (بالإنجليزية: David Spade)‏(ولد 22 يوليو 1964) هو ممثل أمريكي كوميدي وشخصية تلفزيونية.

## حياته
ولد في برمنغهام بولاية ميشيغان هو ابن جوديث الكاتب والمحرر في مجلة واين .

## روابط خارجية
- ديفيد سبيد على موقع IMDb (الإنجليزية)
- ديفيد سبيد على موقع روتن توميتوز (الإنجليزية)
- ديفيد سبيد على موقع قاعدة بيانات الأفلام العربية
- ديفيد سبيد على موقع ألو سيني (الفرنسية)
- ديفيد سبيد على موقع ميوزك برينز (الإنجليزية)
- ديفيد سبيد على موقع تيرنر كلاسيك موفيز (الإنجليزية)
- ديفيد سبيد على موقع أول موفي (الإنجليزية)
- ديفيد سبيد على موقع بوكس أوفيس موجو (الإنجليزية)
- ديفيد سبيد على موقع قاعدة بيانات الأفلام السويدية (السويدية)
- ديفيد سبيد على موقع إن إن دي بي (الإنجليزية)